# پی‌اس کامت
پی‌اس کامت (به انگلیسی: PS Comet) یک کشتی بود که طول آن ۴۵ فوت (۱۴ متر) بود.